# 244 Dywizja Piechoty (III Rzesza)
244 Dywizja Piechoty (niem. 244. Infanterie-Division) – niemiecka dywizja z czasów II wojny światowej, sformowana w rejonie Antwerpii na mocy rozkazu z 8 września 1943 roku, poza falą mobilizacyjną przez I Okręg Wojskowy.

## Struktura organizacyjna
- Struktura organizacyjna we wrześniu 1943 roku:

932., 933. i 934. pułk grenadierów, 244. pułk artylerii, 244. batalion pionierów, 244. oddział łączności;
- Struktura organizacyjna w marcu 1944 roku:

932., 933. i 934. pułk grenadierów, 244. pułk artylerii, 244. batalion pionierów, 244. oddział łączności, 244. polowy batalion zapasowy;

## Dowódcy dywizji
- Generalleutnant Martin Gilbert 1 VIII 1943 – 14 IV 1944;
- Generalmajor (Generalleutnant) Hans Schäffer 14 IV 1944 – 28 VIII 1944;